# Chiesa di San Sebastiano (Francavilla Fontana)
La chiesa di San Sebastiano è un luogo di culto cattolico di Francavilla Fontana, in provincia di Brindisi. Nello stesso complesso in cui fa parte la chiesa, si trova anche l'ex Real Collegio Ferdinandeo, una delle scuole più prestigiose presenti nell'Ottocento in Puglia.

## La chiesa

### Storia

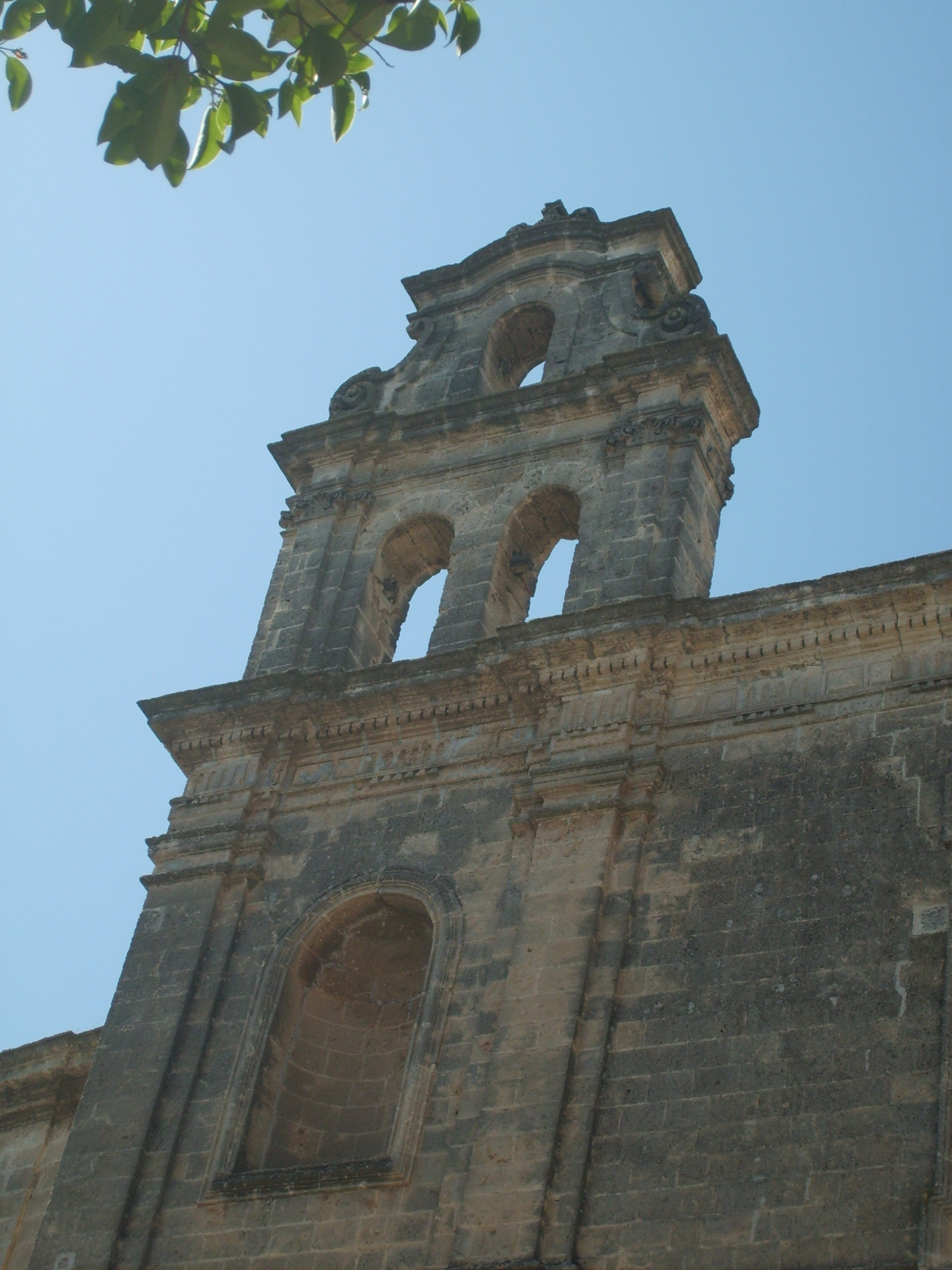
Campanile a vela

La storia della fondazione della chiesa è collegata con la venuta degli Scolopi a Francavilla, voluta dal principe Andrea Imperiali (che lasciò un'ingente somma di denaro per la costruzione dell'edificio).
Ottenuto il consenso dalla Sede Apostolica l'11 settembre 1681, l'Università concesse parte dei territori in suo possesso agli Scolopi, che decisero di abbattere tutti gli edifici esistenti (tra cui anche una chiesa del XVI secolo) per edificare una nuova chiesa ed un nuovo edificio.
I lavori iniziarono nel 1696, come attesta una lapide sul lato destro esterno, e terminarono definitivamente nel 1728.
Accanto alla chiesa fu edificato anche un collegio (il Collegio delle Scuole Pie).
Con la cessione del convento al Comune, avvenuta nel 1868, la chiesa fu via via abbandonata e viene usata sporadicamente poiché necessita di un restauro.
Dal 2 al 23 gennaio 2011 la chiesa ha ospitato la mostra itinerante "Il vangelo secondo Giotto", rientrante nelle celebrazioni dei 700 anni dalla fondazione della città. Si tratta di una fedele riproduzione fotografica (in scala 1:4) delle pareti della Cappella degli Scrovegni a Padova.

### Architettura

#### Architettura esterna

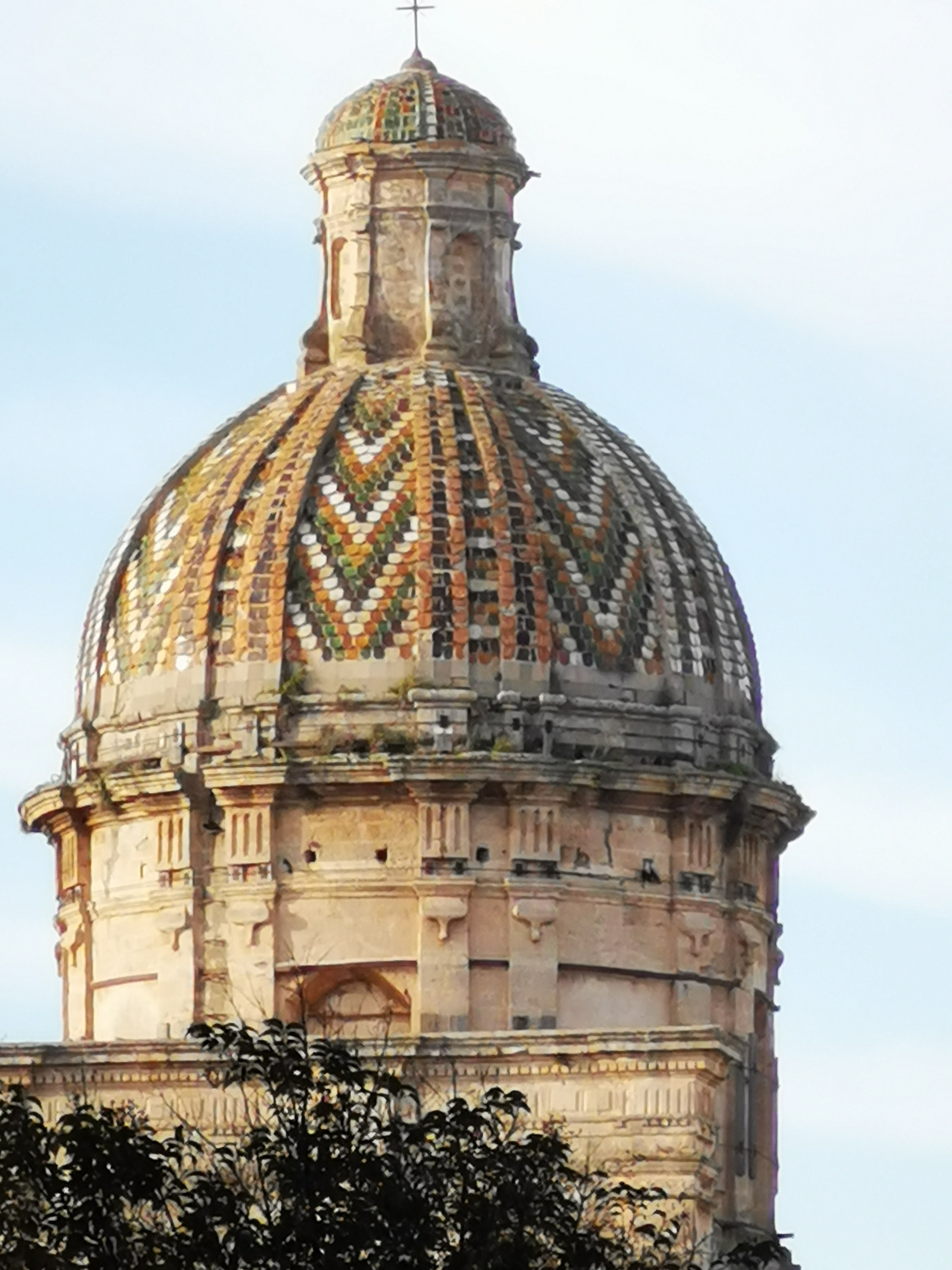
La cupola

La chiesa ha una facciata a doppio ordine ed una pianta longitudinale ad unica navata lungo la quale si aprono alcune cappelle laterali.
Ci sono diversi elementi classicheggianti (nicchie, metope e triglifi, lesene, fregi, ornati), ed il rigore geometrico è utilizzato anche come metodo decorativo.
I due ordini della facciata sono divisi in tre campiture da lesene con capitelli dorici e separati da un architrave decorato con triglifi e metope. L'assenza del frontone è compensata da un campanile a vela (posto sul lato sinistro).

#### La cupola
La cupola resta la soluzione di maggior effetto di tutta la chiesa. Non prevista nel progetto originale, fu costruita da fra' Benedetto delle Scuole Pie nel 1728 e fu il primo esempio in Puglia di cupola maiolicata (già in uso in Campania). È sorretta da un alto tamburo largo 9,50 m e termina con una lanterna arrivando a 35 m di altezza.

#### Architettura interna
L'interno è a pianta longitudinale e ad unica navata; su di essa si affacciano delle nicchie senza statue, introdotte da arcate e capitelli compositi.
Degni di nota sono due altari, dedicati rispettivamente a San Gaetano Thiene (al di sotto del quale sono conservate i resti del martire San Celestino) e a San Elzeario; essi sono di fattura barocca e furono voluti da due principesse di casa Imperiali, Brigida Grimaldi ed Irene Simeana.
Altri quattro altari furono aggiunti nella seconda metà del Settecento, realizzati con stucchi colorati. Vi sono inoltre alcune tele del XVIII secolo attribuite a Matteo e Diego Bianchi di Manduria.
Gli altri oggetti che decoravano l'interno della chiesa, poiché al momento è chiusa, sono stati in parte trasferiti presso il collegio degli Scolopi a Campi Salentina.

## L'ex Real Collegio Ferdinandeo
Fu costruito dall'ordine di San Giuseppe Calasanzio, padri scolopi, dietro munificenza di Andrea e Michele III Imperiali. Soppresso il convento nel 1814, quando infuriava la persecuzione napoleonica e murattiana, fu riaperto nel 1830 col Convitto annesso, poi regificato da re Ferdinando II di Borbone il 6 luglio 1841, con il nome di Real Collegio Ferdinandeo e con le Scuole di Belle Lettere e Filosofia. Da questo istituto passarono anche personaggi illustri come San Pompilio Maria Pirrotti e Bartolo Longo.
Andati via gli Scolopi, nel 1869 fu aperto il Ginnasio comunale, Pareggiato nel 1888; successivamente, nel 1893, fu chiuso e riaperto nuovamente nel 1895 con il nome di Michele Imperiali.
Nel 1900 fu nuovamente Pareggiato e nel 1907 Regificato.
In un'ala dell'ex Real Collegio nel 1913 ebbe sede l'Istituto Magistrale, soppresso nel 1923; ancora, dal 1935 al 1941 fu ospitato il Liceo Comunale. Attualmente nel complesso si trova la scuola media Vitaliano Bilotta.
Il 15 settembre 1943 parte dell'Istituto fu requisito dalle Autorità Militari per il Comando del LI Corpo d'Armata agli ordini del Generale Giuseppe de Stefanis; questo corpo comprendeva le Divisioni Piceno, Legnano, 209 e 210 Costiere, la XXXI Brigata Costiera ed il personale della piazze marittime di Taranto e Brindisi. Il 20 settembre 1943 fu di transito l'allora principe ereditario Umberto di Savoia.

### Architettura

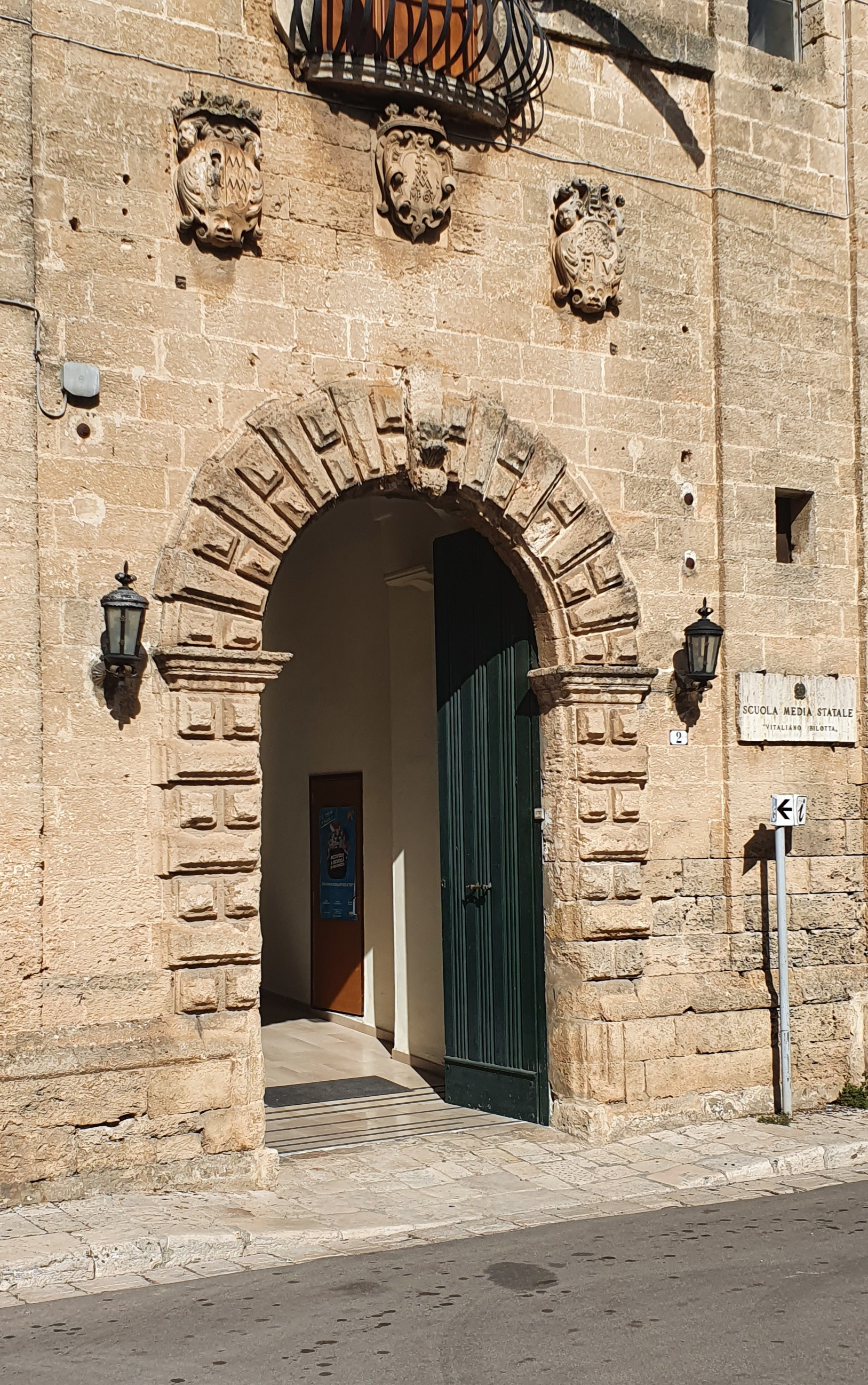
Portale dell'ex Collegio Ferdinandeo

Il convento occupa con la chiesa annessa tutto l'isolato compreso tra via Mazzini, via Simeana, via Pinone e via Crispi; si articola attorno ad un cortile a pianta quadrangolare, dove, nel 1932, in occasione della festa degli Alberi, fu piantata una palma a ricordo di Arnaldo Mussolini, ed ha un pianoterra ed un primo piano a cui si accede tramite una scala monumentale.
Sulla facciata di via Mazzini, ritmata da finestre con cornici piatte (rifatte successivamente) e conclusa in alto da un cornicione aggettante, spicca in basso un portale d'ingresso bugnato, sormontato da tre stemmi raffiguranti la famiglia Imperiali, l'ordine degli Scolopi e la città di Francavilla.
Il prospetto retrostante si caratterizza soprattutto per le finestre in stile neoclassico con balaustrini, per la loggia ad archi a tutto sesto e per il cornicione a forte aggetto che unisce in alto il grande complesso.